# Peruviaanse volleybalploeg (vrouwen)
De Peruviaanse vrouwenvolleybalploeg is het team van volleybalsters dat Peru en de nationale bond vertegenwoordigt op internationale toernooien. De vrouwen wonnen een zilveren medaille bij de Olympische Spelen en werden eenmaal vice-wereldkampioen. Daarnaast werd de ploeg twaalf keer Zuid-Amerikaans kampioen.

## Resultaten

### Olympische Spelen
| Olympische Spelen | Olympische Spelen   | Olympische Spelen   | Olympische Spelen   | Olympische Spelen   | Olympische Spelen   | Olympische Spelen   |
| Jaar              | Positie             | Wed.                | W                   | V                   | SW                  | SV                  |
| ----------------- | ------------------- | ------------------- | ------------------- | ------------------- | ------------------- | ------------------- |
| 1964              | Niet gekwalificeerd | Niet gekwalificeerd | Niet gekwalificeerd | Niet gekwalificeerd | Niet gekwalificeerd | Niet gekwalificeerd |
| 1968              | Vierde              | 7                   | 3                   | 4                   | 12                  | 15                  |
| 1972              | Niet gekwalificeerd | Niet gekwalificeerd | Niet gekwalificeerd | Niet gekwalificeerd | Niet gekwalificeerd | Niet gekwalificeerd |
| 1976              | Zevende             | 5                   | 2                   | 3                   | 9                   | 12                  |
| 1980              | Zesde               | 5                   | 1                   | 4                   | 7                   | 12                  |
| 1984              | Vierde              | 5                   | 2                   | 3                   | 7                   | 11                  |
| 1988              | Tweede              | 5                   | 4                   | 1                   | 14                  | 9                   |
| 1992              | Niet gekwalificeerd | Niet gekwalificeerd | Niet gekwalificeerd | Niet gekwalificeerd | Niet gekwalificeerd | Niet gekwalificeerd |
| 1996              | Elfde               | 5                   | 0                   | 5                   | 2                   | 15                  |
| 2000              | Elfde               | 5                   | 0                   | 5                   | 2                   | 15                  |
| 2004              | Niet gekwalificeerd | Niet gekwalificeerd | Niet gekwalificeerd | Niet gekwalificeerd | Niet gekwalificeerd | Niet gekwalificeerd |
| 2008              | Niet gekwalificeerd | Niet gekwalificeerd | Niet gekwalificeerd | Niet gekwalificeerd | Niet gekwalificeerd | Niet gekwalificeerd |
| 2012              | Niet gekwalificeerd | Niet gekwalificeerd | Niet gekwalificeerd | Niet gekwalificeerd | Niet gekwalificeerd | Niet gekwalificeerd |
| 2016              | Niet gekwalificeerd | Niet gekwalificeerd | Niet gekwalificeerd | Niet gekwalificeerd | Niet gekwalificeerd | Niet gekwalificeerd |
| 2020              | Niet gekwalificeerd | Niet gekwalificeerd | Niet gekwalificeerd | Niet gekwalificeerd | Niet gekwalificeerd | Niet gekwalificeerd |
| Totaal            | 7/15                | 37                  | 12                  | 25                  | 53                  | 89                  |

### Wereldkampioenschap
| Wereldkampioenschap | Wereldkampioenschap | Wereldkampioenschap | Wereldkampioenschap | Wereldkampioenschap | Wereldkampioenschap | Wereldkampioenschap |
| Jaar                | Positie             | Wed.                | W                   | V                   | SW                  | SV                  |
| ------------------- | ------------------- | ------------------- | ------------------- | ------------------- | ------------------- | ------------------- |
| 1952                | Niet deelgenomen    | Niet deelgenomen    | Niet deelgenomen    | Niet deelgenomen    | Niet deelgenomen    | Niet deelgenomen    |
| 1956                | Niet deelgenomen    | Niet deelgenomen    | Niet deelgenomen    | Niet deelgenomen    | Niet deelgenomen    | Niet deelgenomen    |
| 1960                | Zevende             |                     |                     |                     |                     |                     |
| 1962                | Niet deelgenomen    | Niet deelgenomen    | Niet deelgenomen    | Niet deelgenomen    | Niet deelgenomen    | Niet deelgenomen    |
| 1967                | Vierde              |                     |                     |                     |                     |                     |
| 1970                | Vijftiende          |                     |                     |                     |                     |                     |
| 1974                | Achtste             |                     |                     |                     |                     |                     |
| 1978                | Tiende              | 10                  | 4                   | 6                   | 17                  | 20                  |
| 1982                | Tweede              |                     |                     |                     |                     |                     |
| 1986                | Derde               |                     |                     |                     |                     |                     |
| 1990                | Zesde               |                     |                     |                     |                     |                     |
| 1994                | Dertiende           |                     |                     |                     |                     |                     |
| 1998                | Tiende              |                     |                     |                     |                     |                     |
| 2002                | Niet gekwalificeerd | Niet gekwalificeerd | Niet gekwalificeerd | Niet gekwalificeerd | Niet gekwalificeerd | Niet gekwalificeerd |
| 2006                | Zeventiende         |                     |                     |                     |                     |                     |
| 2010                | Vijftiende          |                     |                     |                     |                     |                     |
| 2014                | Niet gekwalificeerd | Niet gekwalificeerd | Niet gekwalificeerd | Niet gekwalificeerd | Niet gekwalificeerd | Niet gekwalificeerd |
| 2018                | Niet gekwalificeerd | Niet gekwalificeerd | Niet gekwalificeerd | Niet gekwalificeerd | Niet gekwalificeerd | Niet gekwalificeerd |
| / 2022              | nnb.                | nnb.                | nnb.                | nnb.                | nnb.                | nnb.                |
| Totaal              | 12/18               | –                   | –                   | –                   | –                   | –                   |

### World Cup
| World Cup | World Cup           | World Cup           | World Cup           | World Cup           | World Cup           | World Cup           |
| Jaar      | Positie             | Wed.                | W                   | V                   | SW                  | SV                  |
| --------- | ------------------- | ------------------- | ------------------- | ------------------- | ------------------- | ------------------- |
| 1973      | Vierde              |                     |                     |                     |                     |                     |
| 1977      | Vijfde              |                     |                     |                     |                     |                     |
| 1981      | Niet gekwalificeerd | Niet gekwalificeerd | Niet gekwalificeerd | Niet gekwalificeerd | Niet gekwalificeerd | Niet gekwalificeerd |
| 1985      | Vijfde              |                     |                     |                     |                     |                     |
| 1989      | Vijfde              |                     |                     |                     |                     |                     |
| 1991      | Vijfde              |                     |                     |                     |                     |                     |
| 1995      | Tiende              |                     |                     |                     |                     |                     |
| 1999      | Tiende              |                     |                     |                     |                     |                     |
| 2003      | Niet gekwalificeerd | Niet gekwalificeerd | Niet gekwalificeerd | Niet gekwalificeerd | Niet gekwalificeerd | Niet gekwalificeerd |
| 2007      | Elfde               |                     |                     |                     |                     |                     |
| 2011      | Niet gekwalificeerd | Niet gekwalificeerd | Niet gekwalificeerd | Niet gekwalificeerd | Niet gekwalificeerd | Niet gekwalificeerd |
| 2015      | Elfde               |                     |                     |                     |                     |                     |
| 2019      | Niet gekwalificeerd | Niet gekwalificeerd | Niet gekwalificeerd | Niet gekwalificeerd | Niet gekwalificeerd | Niet gekwalificeerd |
| Totaal    | 9/13                | –                   | –                   | –                   | –                   | –                   |

### World Grand Champions Cup
| World Grand Champions Cup | World Grand Champions Cup | World Grand Champions Cup | World Grand Champions Cup | World Grand Champions Cup | World Grand Champions Cup | World Grand Champions Cup |
| Jaar                      | Positie                   | Wed.                      | W                         | V                         | SW                        | SV                        |
| ------------------------- | ------------------------- | ------------------------- | ------------------------- | ------------------------- | ------------------------- | ------------------------- |
| 1993                      | Zesde                     | 5                         | 0                         | 5                         | 6                         | 15                        |
| 1997                      | Niet gekwalificeerd       | Niet gekwalificeerd       | Niet gekwalificeerd       | Niet gekwalificeerd       | Niet gekwalificeerd       | Niet gekwalificeerd       |
| 2001                      | Niet gekwalificeerd       | Niet gekwalificeerd       | Niet gekwalificeerd       | Niet gekwalificeerd       | Niet gekwalificeerd       | Niet gekwalificeerd       |
| 2005                      | Niet gekwalificeerd       | Niet gekwalificeerd       | Niet gekwalificeerd       | Niet gekwalificeerd       | Niet gekwalificeerd       | Niet gekwalificeerd       |
| 2009                      | Niet gekwalificeerd       | Niet gekwalificeerd       | Niet gekwalificeerd       | Niet gekwalificeerd       | Niet gekwalificeerd       | Niet gekwalificeerd       |
| 2013                      | Niet gekwalificeerd       | Niet gekwalificeerd       | Niet gekwalificeerd       | Niet gekwalificeerd       | Niet gekwalificeerd       | Niet gekwalificeerd       |
| 2017                      | Niet gekwalificeerd       | Niet gekwalificeerd       | Niet gekwalificeerd       | Niet gekwalificeerd       | Niet gekwalificeerd       | Niet gekwalificeerd       |
| Totaal                    | 1/7                       | 5                         | 0                         | 5                         | 6                         | 15                        |

### World Grand Prix
| World Grand Prix | World Grand Prix    | World Grand Prix    | World Grand Prix    | World Grand Prix    | World Grand Prix    | World Grand Prix    |
| Jaar             | Positie             | Wed.                | W                   | V                   | SW                  | SV                  |
| ---------------- | ------------------- | ------------------- | ------------------- | ------------------- | ------------------- | ------------------- |
| 1993             | Niet deelgenomen    | Niet deelgenomen    | Niet deelgenomen    | Niet deelgenomen    | Niet deelgenomen    | Niet deelgenomen    |
| 1994             | Elfde               |                     |                     |                     |                     |                     |
| 1995             | Niet deelgenomen    | Niet deelgenomen    | Niet deelgenomen    | Niet deelgenomen    | Niet deelgenomen    | Niet deelgenomen    |
| 1996             | Niet deelgenomen    | Niet deelgenomen    | Niet deelgenomen    | Niet deelgenomen    | Niet deelgenomen    | Niet deelgenomen    |
| 1997             | Niet deelgenomen    | Niet deelgenomen    | Niet deelgenomen    | Niet deelgenomen    | Niet deelgenomen    | Niet deelgenomen    |
| 1998             | Niet deelgenomen    | Niet deelgenomen    | Niet deelgenomen    | Niet deelgenomen    | Niet deelgenomen    | Niet deelgenomen    |
| 1999             | Niet deelgenomen    | Niet deelgenomen    | Niet deelgenomen    | Niet deelgenomen    | Niet deelgenomen    | Niet deelgenomen    |
| 2000             | Niet deelgenomen    | Niet deelgenomen    | Niet deelgenomen    | Niet deelgenomen    | Niet deelgenomen    | Niet deelgenomen    |
| 2001             | Niet deelgenomen    | Niet deelgenomen    | Niet deelgenomen    | Niet deelgenomen    | Niet deelgenomen    | Niet deelgenomen    |
| 2002             | Niet deelgenomen    | Niet deelgenomen    | Niet deelgenomen    | Niet deelgenomen    | Niet deelgenomen    | Niet deelgenomen    |
| 2003             | Niet deelgenomen    | Niet deelgenomen    | Niet deelgenomen    | Niet deelgenomen    | Niet deelgenomen    | Niet deelgenomen    |
| 2004             | Niet gekwalificeerd | Niet gekwalificeerd | Niet gekwalificeerd | Niet gekwalificeerd | Niet gekwalificeerd | Niet gekwalificeerd |
| 2005             | Niet gekwalificeerd | Niet gekwalificeerd | Niet gekwalificeerd | Niet gekwalificeerd | Niet gekwalificeerd | Niet gekwalificeerd |
| 2006             | Niet gekwalificeerd | Niet gekwalificeerd | Niet gekwalificeerd | Niet gekwalificeerd | Niet gekwalificeerd | Niet gekwalificeerd |
| 2007             | Niet gekwalificeerd | Niet gekwalificeerd | Niet gekwalificeerd | Niet gekwalificeerd | Niet gekwalificeerd | Niet gekwalificeerd |
| 2008             | Niet gekwalificeerd | Niet gekwalificeerd | Niet gekwalificeerd | Niet gekwalificeerd | Niet gekwalificeerd | Niet gekwalificeerd |
| 2009             | Niet gekwalificeerd | Niet gekwalificeerd | Niet gekwalificeerd | Niet gekwalificeerd | Niet gekwalificeerd | Niet gekwalificeerd |
| 2010             | Niet gekwalificeerd | Niet gekwalificeerd | Niet gekwalificeerd | Niet gekwalificeerd | Niet gekwalificeerd | Niet gekwalificeerd |
| 2011             | Zestiende           |                     |                     |                     |                     |                     |
| 2012             | Niet gekwalificeerd | Niet gekwalificeerd | Niet gekwalificeerd | Niet gekwalificeerd | Niet gekwalificeerd | Niet gekwalificeerd |
| 2013             | Niet gekwalificeerd | Niet gekwalificeerd | Niet gekwalificeerd | Niet gekwalificeerd | Niet gekwalificeerd | Niet gekwalificeerd |
| 2014             | Achttiende          |                     |                     |                     |                     |                     |
| 2015             | Twee-en-twintigste  |                     |                     |                     |                     |                     |
| 2016             | Drie-en-twintigste  |                     |                     |                     |                     |                     |
| 2017             | Een-en-twintigste   |                     |                     |                     |                     |                     |
| Totaal           | 6/25                | –                   | –                   | –                   | –                   | –                   |

### Pan-Amerikaanse Spelen
| Pan-Amerikaanse Spelen | Pan-Amerikaanse Spelen | Pan-Amerikaanse Spelen | Pan-Amerikaanse Spelen | Pan-Amerikaanse Spelen | Pan-Amerikaanse Spelen | Pan-Amerikaanse Spelen |
| Jaar                   | Positie                | Wed.                   | W                      | V                      | SW                     | SV                     |
| ---------------------- | ---------------------- | ---------------------- | ---------------------- | ---------------------- | ---------------------- | ---------------------- |
| 1955                   | Niet deelgenomen       | Niet deelgenomen       | Niet deelgenomen       | Niet deelgenomen       | Niet deelgenomen       | Niet deelgenomen       |
| 1959                   | Derde                  |                        |                        |                        |                        |                        |
| 1963                   | Niet deelgenomen       | Niet deelgenomen       | Niet deelgenomen       | Niet deelgenomen       | Niet deelgenomen       | Niet deelgenomen       |
| 1967                   | Tweede                 |                        |                        |                        |                        |                        |
| 1971                   | Tweede                 |                        |                        |                        |                        |                        |
| 1975                   | Tweede                 |                        |                        |                        |                        |                        |
| 1979                   | Tweede                 |                        |                        |                        |                        |                        |
| 1983                   | Derde                  |                        |                        |                        |                        |                        |
| 1987                   | Tweede                 |                        |                        |                        |                        |                        |
| 1991                   | Derde                  |                        |                        |                        |                        |                        |
| 1995                   | Zesde                  |                        |                        |                        |                        |                        |
| 1999                   | Zesde                  |                        |                        |                        |                        |                        |
| 2003                   | Zevende                |                        |                        |                        |                        |                        |
| 2007                   | Vierde                 |                        |                        |                        |                        |                        |
| 2011                   | Zesde                  |                        |                        |                        |                        |                        |
| 2015                   | Zevende                |                        |                        |                        |                        |                        |
| 2019                   | Zesde                  |                        |                        |                        |                        |                        |
| Totaal                 | 15/17                  | –                      | –                      | –                      | –                      | –                      |

### Pan-Amerikaans kampioenschap
| Pan-Amerikaans kampioenschap | Pan-Amerikaans kampioenschap | Pan-Amerikaans kampioenschap | Pan-Amerikaans kampioenschap | Pan-Amerikaans kampioenschap | Pan-Amerikaans kampioenschap | Pan-Amerikaans kampioenschap |
| Jaar                         | Positie                      | Wed.                         | W                            | V                            | SW                           | SV                           |
| ---------------------------- | ---------------------------- | ---------------------------- | ---------------------------- | ---------------------------- | ---------------------------- | ---------------------------- |
| 2002                         | Niet deelgenomen             | Niet deelgenomen             | Niet deelgenomen             | Niet deelgenomen             | Niet deelgenomen             | Niet deelgenomen             |
| 2003                         | Niet deelgenomen             | Niet deelgenomen             | Niet deelgenomen             | Niet deelgenomen             | Niet deelgenomen             | Niet deelgenomen             |
| 2004                         | Niet deelgenomen             | Niet deelgenomen             | Niet deelgenomen             | Niet deelgenomen             | Niet deelgenomen             | Niet deelgenomen             |
| 2005                         | Niet deelgenomen             | Niet deelgenomen             | Niet deelgenomen             | Niet deelgenomen             | Niet deelgenomen             | Niet deelgenomen             |
| 2006                         | Zesde                        |                              |                              |                              |                              |                              |
| 2007                         | Zevende                      |                              |                              |                              |                              |                              |
| 2008                         | Zevende                      |                              |                              |                              |                              |                              |
| 2009                         | Vijfde                       |                              |                              |                              |                              |                              |
| 2010                         | Tweede                       |                              |                              |                              |                              |                              |
| 2011                         | Achtste                      |                              |                              |                              |                              |                              |
| 2012                         | Zevende                      |                              |                              |                              |                              |                              |
| 2013                         | Achtste                      |                              |                              |                              |                              |                              |
| 2014                         | Negende                      |                              |                              |                              |                              |                              |
| 2015                         | Negende                      |                              |                              |                              |                              |                              |
| 2016                         | Negende                      |                              |                              |                              |                              |                              |
| 2017                         | Vierde                       |                              |                              |                              |                              |                              |
| 2018                         | Achtste                      |                              |                              |                              |                              |                              |
| 2019                         | Zevende                      |                              |                              |                              |                              |                              |
| 2021                         | Niet deelgenomen             | Niet deelgenomen             | Niet deelgenomen             | Niet deelgenomen             | Niet deelgenomen             | Niet deelgenomen             |
| Totaal                       | 14/19                        | –                            | –                            | –                            | –                            | –                            |

### Zuid-Amerikaans kampioenschap
| Zuid-Amerikaans kampioenschap | Zuid-Amerikaans kampioenschap | Zuid-Amerikaans kampioenschap | Zuid-Amerikaans kampioenschap | Zuid-Amerikaans kampioenschap | Zuid-Amerikaans kampioenschap | Zuid-Amerikaans kampioenschap |
| Jaar                          | Positie                       | Wed.                          | W                             | V                             | SW                            | SV                            |
| ----------------------------- | ----------------------------- | ----------------------------- | ----------------------------- | ----------------------------- | ----------------------------- | ----------------------------- |
| 1951                          | Derde                         |                               |                               |                               |                               |                               |
| 1956                          | Derde                         |                               |                               |                               |                               |                               |
| 1958                          | Tweede                        |                               |                               |                               |                               |                               |
| 1961                          | Tweede                        |                               |                               |                               |                               |                               |
| 1962                          | Tweede                        |                               |                               |                               |                               |                               |
| 1964                          | Kampioen                      |                               |                               |                               |                               |                               |
| 1967                          | Kampioen                      |                               |                               |                               |                               |                               |
| 1969                          | Tweede                        |                               |                               |                               |                               |                               |
| 1971                          | Kampioen                      |                               |                               |                               |                               |                               |
| 1973                          | Kampioen                      |                               |                               |                               |                               |                               |
| 1975                          | Kampioen                      |                               |                               |                               |                               |                               |
| 1977                          | Kampioen                      |                               |                               |                               |                               |                               |
| 1979                          | Kampioen                      |                               |                               |                               |                               |                               |
| 1981                          | Tweede                        |                               |                               |                               |                               |                               |
| 1983                          | Kampioen                      |                               |                               |                               |                               |                               |
| 1985                          | Kampioen                      |                               |                               |                               |                               |                               |
| 1987                          | Kampioen                      |                               |                               |                               |                               |                               |
| 1989                          | Kampioen                      |                               |                               |                               |                               |                               |
| 1991                          | Tweede                        |                               |                               |                               |                               |                               |
| 1993                          | Kampioen                      |                               |                               |                               |                               |                               |
| 1995                          | Tweede                        |                               |                               |                               |                               |                               |
| 1997                          | Tweede                        |                               |                               |                               |                               |                               |
| 1999                          | Derde                         |                               |                               |                               |                               |                               |
| 2001                          | Niet deelgenomen              | Niet deelgenomen              | Niet deelgenomen              | Niet deelgenomen              | Niet deelgenomen              | Niet deelgenomen              |
| 2003                          | Derde                         |                               |                               |                               |                               |                               |
| 2005                          | Tweede                        |                               |                               |                               |                               |                               |
| 2007                          | Tweede                        |                               |                               |                               |                               |                               |
| 2009                          | Derde                         |                               |                               |                               |                               |                               |
| 2011                          | Derde                         |                               |                               |                               |                               |                               |
| 2013                          | Derde                         |                               |                               |                               |                               |                               |
| 2015                          | Tweede                        |                               |                               |                               |                               |                               |
| 2017                          | Derde                         |                               |                               |                               |                               |                               |
| 2019                          | Derde                         |                               |                               |                               |                               |                               |
| 2021                          | Vierde                        |                               |                               |                               |                               |                               |
| Totaal                        | 33/34                         | –                             | –                             | –                             | –                             | –                             |

## Huidige selectie
De selectie onder leiding van Francisco Hervás bestond in juli 2021 uit de volgende speelsters.
| Nr. | Naam                  | Lengte (cm) | Positie                | Club                                            |
| --- | --------------------- | ----------- | ---------------------- | ----------------------------------------------- |
| 1   | Yadhira Anchante      | 180         | spelverdeler           | Iowa Western Community College                  |
| 2   | Diana de la Peña      | 187         | middenaanvaller        | Alianza Lima                                    |
| 3   | Maria Paula Rodriguez | 185         | diagonaal              | Latino Amisa                                    |
| 4   | Brenda Lobatón        | 170         | hoekspeler             | Alianza Lima                                    |
| 5   | Kiara Montes          | 178         | hoekspeler / diagonaal | Regatas Lima                                    |
| 6   | Maricarmen Guerrero   | 181         | middenaanvaller        | Rebaza Acosta                                   |
| 7   | Lucia Magallanes      | 181         | spelverdeler           | Rebaza Acosta                                   |
| 8   | Maguilaura Frias      | 183         | hoekspeler / diagonaal | CAV Esquimo                                     |
| 9   | Katherine Regalado    | 189         | diagonaal              | Sporting CP                                     |
| 10  | Miriam Patiño         | 169         | libero                 | Regatas Lima                                    |
| 11  | Clarivett Yllescas    | 185         | middenaanvaller        | Volley Club de Marcq-en-Baroeul Lille Métropole |
| 12  | Ángela Leyva          | 181         | hoekspeler             | Béziers Volley                                  |
| 13  | Thaisa McLeod         | 189         | diagonaal              | Regatas Lima                                    |
| 14  | Ginna Lopez           | 190         | middenaanvaller        | Hapoel Kfar Saba FC                             |
| 15  | Karla Ortiz           | 181         | hoekspeler             | Regatas Lima                                    |
| 16  | Leslie Leyva          | 176         | hoekspeler             | Turkuaz Seramik OSB Teknik Koleji Gençlik       |
| 17  | Flavia Montes         | 187         | middenaanvaller        | Regatas Lima                                    |
| 18  | Coraima Gómez         | 178         | hoekspeler             | Jaamsa                                          |
| 19  | Shiamara Almeida      | 172         | spelverdeler           | Maccabi Ahi Nazareth FC                         |
| 20  | María Rojas           | 177         | spelverdeler           | Jaamsa                                          |
| 21  | Esmeralda Sanchez     | 162         | libero                 | Alianza Lima                                    |
| 22  | Aixa Vigil            | 185         | hoekspeler             | Oral Roberts University                         |

Argentinië (m/v) · Bolivia (m/v) · Brazilië (m/v) · Chili (m/v) · Colombia (m/v) · Ecuador (m/v) · Frans-Guyana (m/v) · Guyana (m/v) · Paraguay (m/v) · Peru (m/v) · Uruguay (m/v) · Venezuela (m/v)
Zuid-Amerikaans kampioenschap (m/v) · Zuid-Amerikaans kampioenschap voor clubs (m/v) · Pan-Amerikaans kampioenschap (m/v) · Zuid-Amerikaans beachvolleybalcircuit · Zuid-Amerikaanse Spelen